# Kennedy Round
Le Kennedy round est la sixième session de l'accord général sur les droits de douane et le commerce (GATT) qui s'est tenu entre 1964 et 1967 à Genève, en Suisse. Le vote du Trade Expansion Act aux États-Unis en 1962 autorisa la Maison-Blanche à mener des négociations tarifaires mutuelles donnant lieu au Kennedy Round, qui avait quatre buts majeurs : réduire les droits de douane de moitié avec un minimum d'exceptions, éliminer les restrictions au commerce agricole, supprimer les réglementations non douanières et aider les pays en développement. La participation a énormément augmenté par rapport aux cycles précédents. 66 nations, représentant 80 % de commerce mondial, ont participé à l'ouverture officielle des négociations le 4 mai 1964 au Palais des Nations.
Le directeur général annonça la réussite du cycle de négociation le 15 mai 1967 malgré d'âpres désaccords sur de nombreux détails.  L'accord final fut signé le 30 juin 1967, le tout dernier jour autorisé par la loi sur l'expansion du commerce (Trade Expansion Act). Le cycle fut nommé en l'honneur du président américain John F. Kennedy, décédé l'année précédente. 

## Sources
- (en) Cet article est partiellement ou en totalité issu de l’article de Wikipédia en anglais intitulé « Kennedy Round » (voir la liste des auteurs).